# Забродский, Павел Францевич
Па́вел Фра́нцевич Забро́дский (род. 20 августа 1951, Дубно) — российский токсиколог, заслуженный деятель науки Российской Федерации.

## Биография
Учился в Военно-медицинской академии имени С. М. Кирова в 1968—1974 (факультет подготовки военных врачей для сухопутных и ракетных войск, с отличием) и 1981—1983 годах (факультет руководящего медицинского состава, токсикология, с отличием). До 1981 года служил на научно-исследовательском полигоне Министерства обороны СССР (врач-психофизиолог, начальник лаборатории физиологических исследований, радиометрического и дозиметрического контроля). В 1982 году получил учёную степень кандидата медицинских наук (в период обучения в Военно-медицинской академии), в 1991 году — доктора медицинских наук. Учёное звание «профессор» присвоено ВАК СССР в начале 1992 года .
Начальник кафедры токсикологии и медицинской защиты Военно-медицинского факультета при Саратовском государственном медицинском университете (1992—1999). С 1993 по 1997 год - профессор кафедры наркологии и традиционной медицины в Саратовском государственном медицинском университете по совместительству.  Главный радиолог при ликвидации последствий аварии на ЧАЭС (март — июнь 1987). Полковник медицинской службы в отставке .
С 2000 года — профессор Саратовского военного института биологической и химической безопасности. С 2011 года — профессор Саратовского медицинского университета «Реавиз».
Эксперт Бюро судебно-медицинской экспертизы органа управления здравоохранением Саратовской области.
Заслуженный деятель науки Российской Федерации (2007). Руководитель секции медицинского обеспечения Поволжского отделения Академии военных наук Российской Федерации, председатель Саратовского отделения Всероссийской общественной организации токсикологов, главный токсиколог Саратовской области (1987—1989), действительный член Нью-Йоркской академии наук (1995), академик Академии военных наук Российской Федерации (1996), РАЕН (1997), соучредитель общественной организации «Международная академия трезвости», врач токсиколог высшей категории, врач психиатр-нарколог.

## Научная деятельность
П. Ф. Забродский разработал новое направление в науке — «Иммунотоксикология ксенобиотиков и фармакологическая коррекция постинтоксикационных иммунодефицитных состояний».. Занимается исследованиями в области иммунотоксикологии с 1975 года, Автор свыше 550 научных трудов, в том числе монографий («Иммунотропные свойства ядов и лекарственных средств», «Иммунотоксикология ксенобиотиков», «Иммунотоксикология фосфорорганических соединений» и др.) и главы монографии «Общая токсикология». Основатель научной школы в области иммунотоксикологии ксенобиотиков . С 1993 года включил общие вопросы иммунотоксикологии в программу преподавания военной токсикологии, радиологии и медицинской защиты на кафедре токсикологии Военно-медицинского факультета при Саратовском государственном медицинском университете (здесь впервые в РФ стали преподавать основы иммунотоксикологии). Опубликовал оригинальные методы исследования в токсикологии, иммунотоксикологии и иммунофармакологии, изучил иммунотоксические свойства более 30 опасных химических веществ и обосновал применение многочисленных средств, направленных на снижение постинтоксикационных инфекционных осложнений и заболеваний. Экспериментально установил, что токсиканты различаются по преимущественному поражению Т-хелперов 1, Т-хелперов 2 и нарушению функции этих субпопуляций лимфоцитов в равной степени.. Исследуя механизмы иммунотоксичности различных ксенобиотиков, внёс большой вклад в фундаментальные представления о регуляции иммунной системы при воздействии химических веществ. Наиболее значимые исследования: иммунотропные эффекты токсичных веществ, роль холинергической системы в регуляции иммунного гомеостаза, изучение способов профилактики и лечения вторичных иммунодефицитных состояний при отравлениях и в экологически неблагополучных регионах ..
В 1986 году открыл, а в 1987—1995 году опубликовал данные, свидетельствующие о том, что холинергическая стимуляция снижает летальность животных от сепсиса. В настоящее время изучению данного феномена, который реализуется вследствие «холинергического противовоспалительного пути», посвящены многие работы. В 2010 году показал, что снижение летальности от сепсиса под влиянием холинергической стимуляции, обусловлено уменьшением продукции провоспалительных цитокинов.. В 2015 году установил, что активация α7n-ацетилхолинорецепторов (α7nAChR) и применение антител к ФНО-α существенно снижает летальность мышей от экспериментального сепсиса вследствие уменьшения в крови концентрации провоспалительных цитокинов ФНО-α, ИЛ-1β,ИЛ-6. При комбинированном применении антител к ФНО-α и агониста α7nAChR наблюдался их аддитивный эффект. Аналогичный эффект был установлен при комбинированном действии агониста М1-ацетилхолинорецепторов и активатора a7n-ацетилхолинорецепторов.. В 2016 году открыл наличие α7nAChR на В-лимфоцитах, установил снижение их функции при активация α7nAChR после интоксикации фосфорорганическими соединениями.. Научные работы П. Ф. Забродского использованы для разработки единой, гармонизированной с международными, государственной классификации токсичности и опасности химических соединений 
.
За выдающиеся научные труды в области иммунологии, сравнительной и экспериментальной патологии и крупные научные достижения в области биологии и биомедицины был представлен учёным советом Саратовского военного института биологической и химической безопасности (протокол от 16 января 2008 года) на соискание премии РАН имени И. И. Мечникова.

## Награды
- Орден Мужества (1998);
- Орден Ломоносова (2007);
- Почётное звание Заслуженный деятель науки Российской Федерации (2007);
- Медаль «За отличие в воинской службе» (1990);
- Медаль «За безупречную службу» в Вооружённых силах СССР III степени (1979);
- Медаль «За безупречную службу» в Вооружённых силах СССР II степени (1984);
- Медаль «За безупречную службу» в Вооружённых силах СССР I степени (1989);
- Юбилейная медаль «60 лет Вооружённых Сил СССР»[37];
- Юбилейная медаль «70 лет Вооружённых Сил СССР»[38];
- Медаль «200 лет Министерству обороны»[39];
- Медаль «Участнику ликвидации аварии на Чернобыльской атомной электростанции»[40];
- Медаль «XV  лет Федеральному управлению по безопасному хранению и уничтожению химического оружия»[41];
- Медаль «30 лет ликвидации аварии на ЧАЭС»[42];
- Знак отличия «За заслуги в уничтожении химического оружия» I степени[43];
- Медаль «За вклад в химическое разоружение»[44];
- Знак отличия «В память о ликвидации последствий катастрофы на ЧАЭС» (2006);
- Значок «Отличнику здравоохранения» (1988) и др.

## Основные работы
- Бадюгин И. С., Забродский П. Ф., Поляруш В. П. и др. Военная токсикология, радиология и защита от оружия массового поражения. Под ред. И. С. Бадюгина. — М.: Военное издательство, 1992. — 336 с.
- Забродский П. Ф. Иммунотропные свойства ядов и лекарственных средств. — Саратов: Изд-во СГМУ, 1998. — 213 с. — ISBN 5-7213-0173-2.
- Забродский П. Ф., Германчук В. Г., Трошкин Н. М. Иммуностимуляторы. — Саратов: «Аквариус», 2001. — 109 с.
- Забродский П. Ф. Влияние ксенобиотиков на иммунный гомеостаз / Общая токсикология. Под ред. Б. А. Курляндского, В. А. Филова. — М.: Медицина, 2002. — С. 352—384. — ISBN 5-225-04609-6.
- Забродский П. Ф., Лим В. Г., Мальцева Г. М. и др. Иммунотропные свойства холинергических веществ. Под ред. П. Ф. Забродского. — Саратов: «Научная книга», 2005. — 239 с. — ISBN 5-93888-806-9.
- Забродский П. Ф., Мандыч В. Г. Иммунотоксикология ксенобиотиков. — Саратов: Изд-во СВИБХБ, 2007. — 420 с. — ISBN 978-5-91272-254-7.
- Забродский П. Ф. Иммунотоксикология фосфорорганических соединений. — Саратов: Изд-во «Саратовский источник», 2016.- 289 с. — ISBN 978-5-91879-561-3.

Прочие работы
- Забродский П. Ф., Шилохвостов Н. Г., Лужняк А. И. и др. Неотложная помощь при отравлениях ядовитыми техническими жидкостями. Профилактика поражений. — Хабаровск, 1985.
- Ядовитые растения и животные Дальнего Востока: клиника интоксикаций, неотложная помощь, профилактика. — Хабаровск, 1985.
- Постинтоксикационные иммунодефицитные состояния. — Саратов, 1992.
- Забродский П. Ф., Королёв А. С. Санитарно-гигиенические и токсико-радиологические аспекты медицины катастроф. — Саратов: Изд-во Саратовского мед. ин-та, 1993. — 69 с.
- Медико-психологические аспекты подготовки военных врачей. Саратов: Изд-во Саратовского мед. ин-та, 1993. — 71 с.
- Характеристика острых отравлений токсичными химическими веществами, неотложная помощь. — Саратов, 1999.
- Методы и модели нейролингвистического программирования в обучении. — Саратов, 2004.
- Токсикология ядовитых технических жидкостей. — Саратов, 2005.
- Забродский П. Ф., Лим В. Г. Токсикология спиртов и хлорированных углеводородов. — Саратов: Изд-во СГМУ, 2006.
- Химия и токсикология спиртов и хлорированных углеводородов. — Саратов, 2007.